# Liste der Biografien/Langm
Liste der Biografien |
Portal Biografien |
Personensuche
# |
A |
B |
C |
D |
E |
F |
G |
H |
I |
J |
K |
L |
M |
N |
O |
P |
Q |
R |
S |
T |
U |
V |
W |
X |
Y |
Z |
?
 
La |
Lb |
Lc |
Le |
Lg |
Lh |
Li |
Lj |
Ll |
Lm |
Lo |
Lp |
Lt |
Lu |
Lv |
Lw |
Lx |
Ly |
Lz
 
Laa |
Lab |
Lac |
Lad |
Lae–Lah |
Lai |
Laj |
Lak |
Lal |
Lam |
Lan |
Lao |
Lap |
Laq |
Lar |
Las |
Lat |
Lau |
Lav |
Law |
Lax |
Lay |
Laz
 
Lana |
Lanc |
Land |
Lane |
Lanf |
Lang |
Lanh |
Lani |
Lanj |
Lank |
Lanl |
Lanm |
Lann |
Lano |
Lanp |
Lanq |
Lanr |
Lans |
Lant |
Lanu |
Lanv |
Lanw |
Lanx |
Lany |
Lanz
 
Langa |
Langb |
Langd |
Lange |
Langf |
Langg |
Langh |
Langi |
Langj |
Langk |
Langl |
Langm |
Langn |
Lango |
Langr |
Langs |
Langt |
Langu |
Langv |
Langw 
Die Liste der Biografien führt alle Personen auf, die in der deutschsprachigen Wikipedia einen Artikel haben. Dieses ist eine Teilliste mit 27 Einträgen von Personen, deren Namen mit den Buchstaben „Langm“ beginnt.

## Langm

### Langma
- Langmaack, Beate (* 1957), deutsche Drehbuchautorin
- Langmaack, Friedrich (1921–1991), deutscher Beamter, Politiker (SPD), MdHB
- Langmaack, Gerhard (1898–1986), deutscher Architekt
- Langmaack, Hans (1870–1949), deutscher Schauspieler, Hörspielsprecher, -regisseur, Rezitator, Schauspiel- und Schullehrer
- Langmaack, Hans (* 1934), deutscher Informatiker
- Langmaack, Werner (* 1946), deutscher Sportjournalist
- Langmaid, Ben (1909–1938), US-amerikanischer Eishockeyspieler
- Langman, Eleasar Michailowitsch (1895–1940), sowjetischer Fotograf
- Langman, Harrie (1931–2016), niederländischer Wirtschaftsmanager, Hochschullehrer und Politiker (VVD)
- Langman, Peter (* 1960), amerikanischer Psychologe und Autor
- Langmann, Adelheid (1306–1375), deutsche Nonne und Mystikerin
- Langmann, Florian (* 1983), deutscher Pokerspieler
- Langmann, Gerhard (1932–2001), österreichischer Archäologe
- Langmann, Hans Joachim (1924–2021), deutscher Unternehmer
- Langmann, Heinz, deutscher Hockeysportler
- Langmann, Jonas (* 1991), deutscher Eishockeytorwart
- Langmann, Leonhard (1920–2001), deutscher Politiker (SPD), MdL
- Langmann, Nico (* 1997), österreichischer RollstuhltennisspielerNico Langmann (* 1997)

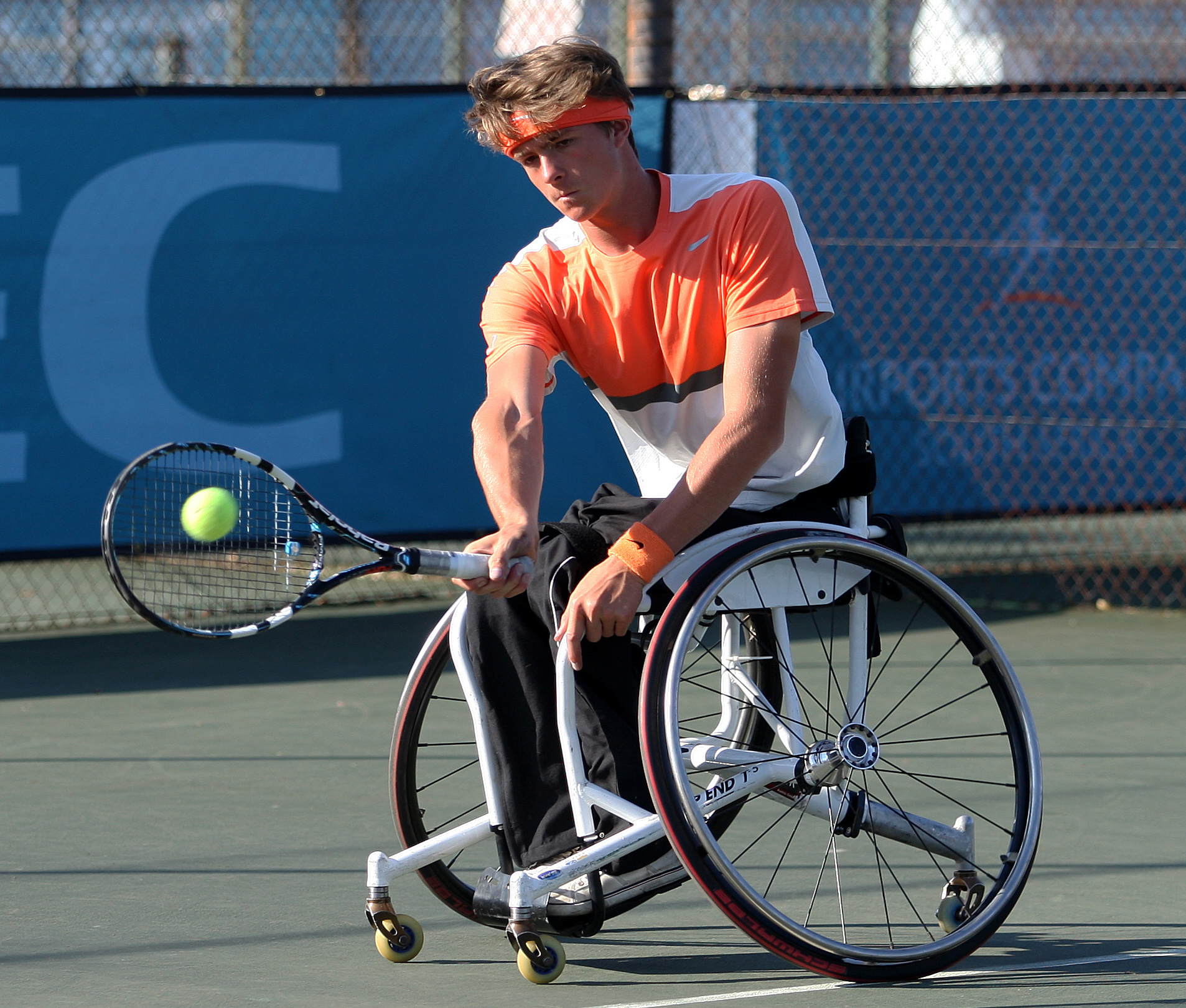
Nico Langmann (* 1997)

- Langmann, Otto (1898–1956), deutscher Diplomat
- Langmann, Philipp (1862–1931), österreichischer Schriftsteller
- Langmann, Thomas (* 1971), französischer Regisseur, Drehbuchautor, Produzent, Regieassistent und Schauspieler
- Langmatz, Johannes (1917–2009), deutscher Unternehmer und Mäzen
- Langmayr, Johann (1910–1943), österreichischer Hürdenläufer
- Langmayr, Ursula (* 1974), österreichische Opernsängerin (Sopran)

### Langmo
- Langmo, Isak Andreas (* 2004), norwegischer Skispringer

### Langmu
- Langmuir, Calum (* 2002), britischer Skirennläufer
- Langmuir, Irving (1881–1957), US-amerikanischer Chemiker, Physiker und Nobelpreisträger